# Andrée Lavieille
Andrée Lavieille (n. 11 septembrie 1887, Paris, Franța – d. 14 mai 1960, Paris, Île-de-France, Franța) a fost o pictoriță franceză.
Fiică și nepoată de pictori (tatăl ei, Adrien Lavieille⁠(d), și mama ei, Marie Adrien Lavieille, bunicul din partea tatălui, Eugène Lavieille⁠(d)), Andrée Lavieille a intrat la École des Beaux-Arts în 1908. Subiectele picturilor ei au fost naturi statice, interioare și mai ales peisaje. A pictat la Saint-Jean-de-Monts în Vendée alături de Auguste Lepère, la Fontainebleau, Vendôme, Chartres, apoi la Paris, unde ea și soțul ei, Paul Tuffrau, un om de litere, au locuit succesiv, în Gironda, în micul satul Plassac și, mai ales, în Bretania, care i-a cucerit imediat inima, în special la Le Pouldu (1924–1939), și în regiunea Pointe du Raz⁠(d) și a micul golf des Trépassés (1937–1947).
A realizat picturi în ulei, dar a fost atrasă din ce în ce mai mult  de acuarelă, mai spontană pentru ea. Hrănită de clasicismul lui Chardin al naturilor statice, pictura ei evocă impresioniștii prin luminozitatea sa, iar în unele lucrări fauvismul prin tehnica nuanțelor plate și jocul de culori.
Andrée Lavieille a expus de mai multe ori la Salon des Artistes Français⁠(d), din 1911 până în 1939.